# Die Eroberung von Plassans

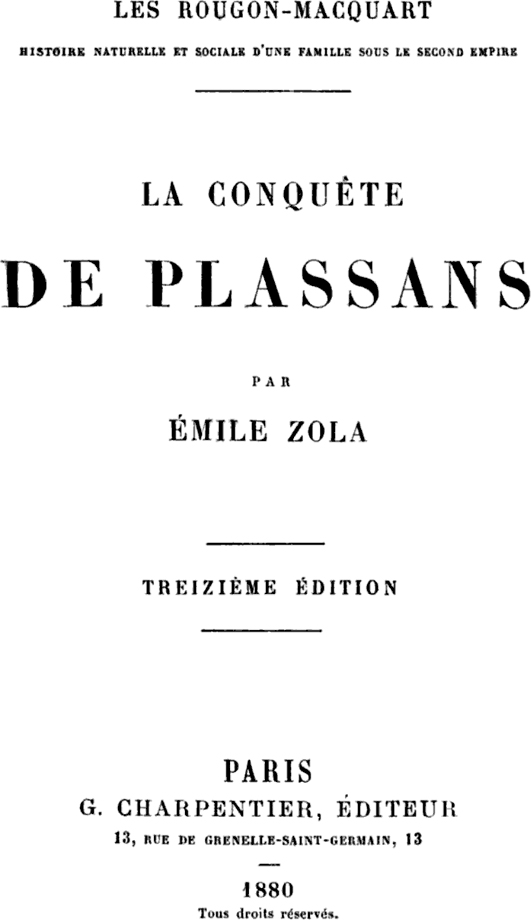
Ausgabe von 1880

Die Eroberung von Plassans (französisch La conquête de Plassans) ist ein Roman von Émile Zola aus dem Jahre 1874 und der vierte Teil des zwanzigbändigen Rougon-Macquart-Zyklus. Wie im ersten Roman Das Glück der Familie Rougon spielt die Handlung in der fiktiven Kleinstadt Plassans. Im Mittelpunkt steht ein Geistlicher, dessen Intrigen für mehrere der Beteiligten tragische Folgen haben.

## Handlung

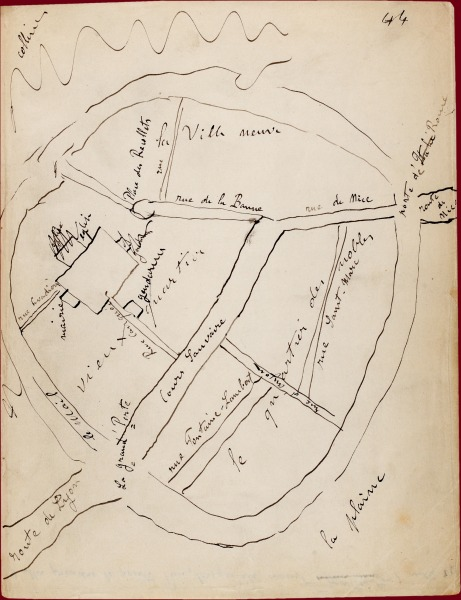
Stadtplan von Plassans, von Émile Zola für Die Eroberung von Plassans gezeichnet

Anfangs wird das angenehme und entspannte Alltagsleben von François Mouret und seiner Frau Marthe Mouret, geborene Rougon, geschildert. François ist ein schwacher Charakter, dem es an Durchsetzungsvermögen mangelt. Marthe leidet an einer noch nicht erkannten Geisteskrankheit. Sie haben drei Kinder. Ihr ältester Sohn Octave, ein attraktiver, aber unfähiger junger Mann, der auf Frauen sehr anziehend wirkt, steht in den späteren Romanen Ein feines Haus und Das Paradies der Damen im Mittelpunkt. Daneben haben die Mourets den jüngeren Sohn Serge und die geistig behinderte Tochter Desirée. Beide spielen in Die Sünde des Abbé Mouret wichtige Rollen.
Das Familienleben wird gestört, als der Abbé Ovide Faujas und seine alte Mutter als Untermieter bei ihnen einziehen. Der Geistliche soll als Agent Napoleons den Wahlsieg des republikanischen Kandidaten bei der anstehenden Präfektenwahl verhindern, was zu Beginn der Handlung jedoch noch nicht deutlich wird. Zunächst erscheint er als mysteriöser Fremder, der mit der Zeit durch Intrigen und Verleumdungen Einfluss auf Marthe und auf verschiedene einflussreiche Einwohner von Plassans gewinnt. Die Schwester des Abbé Faujas, Olympe, und ihr Mann Trouche ziehen ebenfalls bei den Mourets ein. Sie nehmen im Haus bald immer mehr Raum in Anspruch, essen die Lebensmittel aus der Speisekammer und drängen François aus der Familie hinaus.
Marthe verfällt einem religiösen Wahn und ist dabei auf Abbé Faujas fixiert. Schließlich beginnt mit zunehmender Verwirrung eine Phase, in der sie sich mehrfach selbst Verletzungen zufügt. Die Taten werden durch gezielte Manipulation der neuen Hausbewohner Mouret zur Last gelegt, der daraufhin als „wahnsinnig“ in ein Irrenhaus gebracht wird. Nun hat man den unliebsamen Hausbesitzer und gleichzeitig einen politischen Gegner aus dem Weg geräumt.
Durch die Ereignisse und geschicktes Taktieren des Abbé rücken die bisher verfeindeten politischen Lager nun wieder näher zusammen und einigen sich auf ein gemeinsames Verhalten bei der anstehenden Wahl. Die Wahlentscheidung fällt auf den napoleonischen Kandidaten.
Marthe erkennt, dass sie die ganze Zeit nur ein Werkzeug des Abbé gewesen ist, und wendet sich von ihm ab. Sie begibt sich, nachdem sie voller Schuld ihren Mann in seiner Zelle besucht hat, zu ihrem Onkel Macquart, einem Freidenker, der die Entwicklung schon einige Zeit skeptisch beobachtet hatte. Er hat einen alten Streit mit den Eltern Marthes und hält sie für die Mit-Drahtzieher der ganzen Intrige.
François bricht in derselben Nacht aus, um seine Frau zu Hause aufzusuchen, und findet sein Haus von der Faujas-Clique eingenommen vor.
Voller Zorn zündet er sein Haus an. Zusammen mit den Eindringlingen kommt er im Feuer um.
Marthe stirbt kurz darauf im Haus ihrer Mutter an den Folgen ihrer Geisteskrankheit und an Erschöpfung (Tuberkulose??).
Macquart, der die Befreiung des „Irren“ Mouret möglich gemacht hat, um mit seiner vorhersehbaren Reaktion die Rougon und ihre Seilschaften zu schädigen, hat sich einen Bärendienst erwiesen.
Er muss erkennen, dass nun durch den Tod des Abbé Faujas für die Rougon der Weg freigemacht wurde, ihre Macht und ihren Einfluss zu festigen.

## Ausgaben
- Zola, Émile: Die Eroberung von Plassans, Berlin, Rütten und Loening, 1979 (übersetzt von Gerhard Schewe).
- Zola, Émile: Die Eroberung von Plassans, München, Winkler, 1986 (übersetzt von Maurice Le Blond und Gerhard Schewe).